# David Fric
David Fric (Pigüe, Buenos Aires,  23 de abril de 1988) es un baloncestista argentino que se desempeña como pívot y también puede jugar como ala-pívot.

## Carrera profesional

### River Plate
Se confirma su llegada como ficha mayor para disputar el Torneo Federal de Básquetbol 2016-17 con River Plate. Al finalizar la temporada regular el River Plate|Millonario consigue su mejor clasificación histórica hasta el momento al quedar en la tercera posición de la División Metropolitana. Disputa los Octavos de Final de la Conferencia Sur contra Estudiantes de La Plata a quien barre 3 - 0 al vencer 92-72, 95-88 y 76-89. En los Cuartos de Final de la Conferencia Sur se enfrenta a Pedro Echagüe el primer partido lo gana River 92 - 72, en los siguientes tres partidos cae derrotado 77-82 de local y 80 - 78 y 87 - 83 de visitante quedando eliminado.

### Clubes
- Actualizado hasta el 15 de enero de 2023.

| Club                           | País      | Año             |
| ------------------------------ | --------- | --------------- |
| Costa Sud                      | Argentina | 2006 - 2008     |
| Argentino de Tres Arroyos      | Argentina | 2008 - 2009     |
| Estrella de Bahía Blanca       | Argentina | 2009            |
| Atlético Tala                  | Argentina | 2010            |
| Unión de Santa Fe              | Argentina | 2010 - 2011     |
| Atlético Tala                  | Argentina | 2011 - 2013     |
| San Lorenzo                    | Argentina | 2013            |
| Estudiantes de La Plata        | Argentina | 2013            |
| Parque Sur                     | Argentina | 2014            |
| Olimpia de Catamarca           | Argentina | 2014 - 2015     |
| River Plate                    | Argentina | 2015 - 2017     |
| Ferro de Concordia             | Argentina | 2017 - 2018     |
| Pacífico de Neuquén            | Argentina | 2018 - 2020     |
| Centenario de Neuquén          | Argentina | 2021            |
| El Biguá                       | Argentina | 2021 - 2023     |
| Pacífico de Neuquén            | Argentina | 2024            |
| Federación Deportiva de Chubut | Argentina | 2025 - Presente |